# Walter Georgi
Walter Georgi (ur. 24 kwietnia 1889 w Heidelbergu, zm. 3 kwietnia 1920 we Frankfurcie nad Menem) – niemiecki lekarz, mikrobiolog. Jego bratem był neuropsychiatra Felix Georgi (1893-1965).
Studiował w Zurychu, Fryburgu Bryzgowijskim, Kilonii i Monachium, w 1912 roku na Uniwersytecie w Monachium otrzymał tytuł doktora medycyny. Od 1917 roku był asystentem w Instytucie Terapii Eksperymentalnej u Hansa Sachsa we Frankfurcie nad Menem, w 1919 roku habilitował się w zakresie immunologii. Razem z Sachsem opracował tzw. test Georgiego-Sachsa, stosowany w diagnostyce kiły.

## Prace
- Sachs H, Georgi W. Zur Serodiagnostik der Syphilis mittels Ausflockung durch cholesterinierte Extrakte. Medizinische Klinik 14, ss. 805-809 (1918)